# Homogyna ignivittata
Homogyna ignivittata is een vlinder uit de familie wespvlinders (Sesiidae), onderfamilie Sesiinae.
Homogyna ignivittata is voor het eerst wetenschappelijk beschreven door Hampson in 1919. De soort komt voor in het Afrotropisch gebied.